# Giuseppe Pozzo (politico)
Giuseppe Pozzo (Candelo, 1809 – Torino, 1884) è stato un politico italiano.

## Biografia
Fu eletto Deputato del Regno di Sardegna nella I legislatura del Regno di Sardegna, nel collegio elettorale di Andorno-Biella.